# Эдди (тауншип, Миннесота)
Эдди (англ. Eddy) — тауншип в округе Клируотер, Миннесота, США. На 2000 год его население составило 322 человека.

## География
По данным Бюро переписи населения США площадь тауншипа составляет 92,2 км², из которых 90,2 км² занимает суша, а 2,0 км² — вода (2,16 %).

## Демография
По данным переписи населения 2000 года здесь находились 322 человека, 133 домохозяйства и 94 семьи.  Плотность населения —  3,6 чел./км².  На территории тауншипа расположена 151 постройка со средней плотностью 1,7 построек на один квадратный километр. Расовый состав населения: 97,83 % белых, 0,62 % афроамериканцев, 0,62 % коренных американцев, 0,62 % азиатов, 0,31 % — других рас США. Испанцы или латиноамериканцы любой расы составляли 0,62 % от популяции тауншипа.
Из 133 домохозяйств в 27,8 % воспитывались дети до 18 лет, в 64,7 % проживали супружеские пары, в 5,3 % проживали незамужние женщины и в 28,6 % домохозяйств проживали несемейные люди. 27,8 % домохозяйств состояли из одного человека, при том 12,8 % из — одиноких пожилых людей старше 65 лет. Средний размер домохозяйства — 2,42, а семьи — 2,97 человека.
24,8 % населения — младше 18 лет, 5,3 % — в возрасте от 18 до 24 лет, 22,7 % — от 25 до 44, 27,3 % — от 45 до 64, и 19,9 % — старше 65 лет. Средний возраст — 43 года. На каждые 100 женщин приходилось 103,8 мужчин.  На каждые 100 женщин старше 18 приходилось 101,7 мужчин.
Средний годовой доход домохозяйства составлял 30 357 долларов, а средний годовой доход семьи —  44 000 долларов. Средний доход мужчин —  22 500  долларов, в то время как у женщин — 23 750. Доход на душу населения составил 20 293 доллара. За чертой бедности находились 6,0 % семей и 7,3 % всего населения тауншипа, из которых 1,1 % младше 18 и 23,6 % старше 65 лет.